# Пикаускас, Освальдас Миколович
Освальдас Миколович Пикаускас (15 июля 1945 года, деревня Дувуряй, Зарасайский район, Литовская ССР, ныне в составе Утенского уезда Литвы — март 1995, Москва) — советский и российский военачальник, первый заместитель командующего ВДВ (1991—1995), генерал-полковник (18.02.1993).

## Биография
В 1964 году призван на срочную службу в Советскую Армию. Проходил службу в Воздушно-десантных войсках, в 111-м гвардейском парашютно-десантном полку 105-й гвардейской воздушно-десантной дивизии.
В 1965 году по личному рапорту из войск поступил в Рязанское высшее воздушно-десантное командное училище. Окончил училище с золотой медалью в 1969 году.
Служил в 7-й гвардейской воздушно-десантной дивизии, командир взвода, с 1970 года — заместитель командира роты, с 1971 года — командир парашютно-десантной роты, с 1972 года — заместитель командира парашютно-десантного батальона. Воинские звания старший лейтенант и капитан были присвоены досрочно.
Окончил Военную академию имени М. В. Фрунзе. После окончания академии — заместитель командира парашютно-десантного полка в 7-й гвардейской воздушно-десантной дивизии. Командир 108-го гвардейского парашютно-десантного полка в 1977—1979 годах. 108-й гвардейский парашютно-десантный полк под командованием майора Пикаускаса был признан лучшим полком в Воздушно-десантных войсках.
С 1979 года — заместитель командира, а в 1982—1985 годах — командир 98-й гвардейской воздушно-десантной дивизии. В 1983 году присвоено воинское звание генерал-майор.
Заместитель командующего Воздушно-десантными войсками по боевой подготовке. С 1991 года — первый заместитель командующего ВДВ. В 1993 году присвоено воинское звание генерал-полковник.
Награждён орденами и медалями.
Скончался в марте 1995 года в Москве после тяжёлой болезни. Похоронен в Вильнюсе.